# Kyōtanabe
Kyōtanabe (京田辺市, Kyōtanabe-shi) est une ville située dans la préfecture de Kyoto, sur l'île de Honshū, au Japon.

## Géographie

### Situation
Kyōtanabe est située dans le sud de la préfecture de Kyoto.

### Démographie
En mars 2024, la ville de Kyōtanabe comptait 74 885 habitants, répartis sur une superficie de 42,92 km2.

### Hydrographie
Kyōtanabe est bordée par la rivière Kizu au nord-est.

## Histoire
Kyōtanabe fut capitale du Japon de 511 à 518 sous le règne de l'empereur Keitai au Palais de Tsutsuki,. Durant l'époque d'Edo (1603-1868), y existaient les trois villages de Tanabe, Minamitanabe (南田辺村) et de Tanabeshinden (田辺新田村) ; Tanabe et Minamitanabe étaient sous administration de l'aristocratie, dans le domaine de Yodo, tandis que Tanabeshinden était sous administration directe du shogunat. Entre 1834 et 1868, Minamitanabe est intégré à Tanabe. En 1874, Tanabeshinden est intégré à Tanabe. Le village moderne de Tanabe (田辺村) est fondé le 1er avril 1889 dans le district de Tsuzuki, à l'adoption de la loi municipale moderne (ja), par la fusion de l'ancien village de Tanabe avec ceux de Takigi (薪村), Kōdo (興戸村) et de Kawara (河原村),. Le premier maire est Atsushi Nishimura (西村篤), qui finit par devenir député à l'assemblée préfectorale, puis redevient maire en 1958. Le 12 octobre 1906, Tanabe est promu au rang de bourg. Tanabe est chef-lieu du district de Tsuzuki jusqu'en 1926, date de l'abolition de la fonction de centre administratif de district. Le 1er avril 1951, Tanabe fusionne avec les villages d'Ōsumi (大住村), Fugenji (普賢寺村), Miyamaki (三山木村) et Kusaji (草内村). Dès 1947, les quatre municipalités s'entraidaient, notamment avec l'implémentation d'une école secondaire pour les quatre villages à l'adoption du nouveau système éducatif. Des pourparlers en vue d'une fusion commencent en 1949 avec comme médiateur la préfecture de Kyoto et en mars 1950, des ententes sont conclues, avec la première rencontre d'un comité pour la fusion le 7 juillet de la même année. En 1952, le premier complexe d'habitation détenu par le bourg est construit. Le 28 juin 1962, le symbole local est adopté. 
Kyōtanabe a acquis le statut de ville 1er avril 1997. Pour se différencier de la ville de Tanabe de la préfecture de Wakayama, des votes ont lieu pour trouver un nouveau pour la ville. Les choix les plus populaires étaient respectivement Yamashirotanabe (山城田辺市), Shintanabe (新田辺市), Ikkyū (一休市, du nom du moine, qui a vécu ses dernières années dans le temple Shūon-an (ja) de l'actuelle Kyōtanabe), mais le conseil municipal tranche finalement sur Kyōtanabe, qui retient le nom original de Tanabe en rajoutant le préfixe « Kyō » en référence à la préfecture,,.

## Transports
La ville est desservie par la ligne Katamachi de la JR West, aux gares de JR Miyamaki (ja), Dōshishamae (en), Kyōtanabe (en), Ōsumi (en) et de Matsuiyamate (en), et la ligne Kyoto de la compagnie Kintetsu, aux gares de Kintetsu Miyazu (en), Miyamaki (en), Kōdo (en) et de Shin-Tanabe (en).